# ウィレム・ファン・オラニエ＝ナッサウ (1840-1879)
ウィレム・ファン・オラニエ＝ナッサウ（オランダ語: Willem van Oranje-Nassau, 1840年9月4日 - 1879年6月11日）はオランダ王ウィレム3世の長男でありオラニエ公（オランダ王太子）。父より先に亡くなったためオランダ王にはならなかった。

## 生涯
オランダ王ウィレム3世と彼の最初の妃ソフィー・ファン・ウュルテンベルフの長男としてノールドアインデ宮殿で生まれた。全名はウィレム・ニコラス・アレクサンダー・フレデリック・カレル・ヘンドリック（Willem Nicolaas Alexander Frederik Karel Hendrik）。ウィウィル（Wiwill）の愛称で呼ばれた。誕生時、オランダ王位継承順位の3番目の位置にあった。また、母ソフィーの曾祖母オーガスタ・オブ・ウェールズを通してイギリス王位継承権を持ち、17番目の位置だった。
1840年9月7日、生後1ヶ月の時に曾祖父ウィレム1世がネーデルラント連合王国の一部であったベルギーの独立を認める最新のロンドン条約に失望した事とカトリックのベルギー貴族アンリエット・ドートルモンと再婚する事を理由に退位した。1849年、祖父ウィレム2世の死去により、法定推定相続人としてオラニエ公となる。
イギリス女王ヴィクトリアの第二王女アリスと見合いをするがまとまらなかった。1873年、当時19歳のリンブルフ＝スティルム女伯爵マティルデと恋におちた。1874年にマティルデを正式に花嫁として迎えたいという望みを両親に断られて以降は親子関係が急速に悪化する。当時のオランダ王室の規範では、結婚は王室の成員同士で行い、ただの貴族とでは同等結婚にならないとされていた。したがって、2人が結婚すると貴賤結婚になってしまうので、この話は到底認められないものだった。また当時、マティルデはウィレム3世の非嫡出の娘だとの噂が流れ、半兄妹同士で結婚するつもりだと言われた。33歳のウィレムは両親の同意を取り付けずに結婚することもやむを得ないと考えていたが、マティルデはまだ20歳になっておらず親からの許可が必要な年齢だった。リンブルフ＝スティルム伯爵夫妻が許可を出すのを拒んだため、結婚の試みは失敗した。マティルデはのちにレジナルド・ファン・タイル男爵と結婚する。彼女は1932年5月14日、77歳の時にイギリスのハンプシャー州ポップハムで暮らす娘ユリアのもとで没した。
オランダでの状況に心底幻滅したウィレムはパリに逃げ出した。女遊び・飲酒・賭博にふける日常に身を投じ、女優で情婦のアンリエット・オゼールと生活を共にした。快楽主義者の仲間であるグラモン＝カドゥルース公爵からは「シトロン王子（prince Citron）」のあだ名をつけられた。このあだ名は、ウィレムの放埒な生活を報道するパリの新聞で使われ人気となった。 
チフス、肝臓の不調、疲労が重なったことが原因で38歳の若さでパリ・オペラ座近くのオベール通りのアパートで亡くなった。1879年6月26日、遺体はデルフトの新教会地下室に埋葬された。棺にはフランス皇后ウジェニーと放蕩仲間だったイギリス王太子アルバート・エドワード（後のエドワード7世）がそれぞれ贈ってきた花輪が置かれた。
死後、弟のアレクサンダーが法定推定相続人としてオラニエ公となった。しかし彼もまた父より先に亡くなり、ウィレム3世は息子全員に先立たれた。最終的に王位はウィレム3世が2人目の王妃エンマとの間にもうけた娘ウィルヘルミナが継承した。